# Dušan Dolinar
Dušan Dolinar, slovenski novinar, publicist in pedagog, * 30. december 1936, Velika Dolina, † 30. april 1987, Ljubljana.

## Življenjepis
Dolinar je leta 1978 diplomiral na ljubljanski FSPN. Od leta 1953 do 1973 je bil novinar in zunanjepolitični komentator pri ljubljanskem Dnevniku in Delu od 1973 do 1979 pa direktor televizijskih programov RTV Ljubljana, nato predsednik sekcije za socializem kot svetovni proces Marksističnega centra CK ZKS in docent na FSPN v Ljubljani za področje mednarodnih ekonomskih odnosov.

## Delo
Dolinar se je kot zunanjepolitični komentator in publicist ukvarjal zlasti z raziskovanjem mednarodnih ekonomskih odnosov visoko razvitih držav. Njegova dela Dolge noči potovanja v dan (COBISS); Sivo jutro Amerike (COBISS)
in razprave odlikujeta analitičen in kritičen pristop ter dobro poznavanje gospodarskih, političnih in družbenih razmer tako doma kot v tujini. Napisal je tudi monografijo Velenje (COBISS)
Za svoje novinarsko delo je dvakrat prejel Tomšičevo nagrado.